# Конго (линейный крейсер)
«Конго» (金剛, японский эквивалент слову Ваджра в Санскрите, можно перевести как «Копье Индры», «Небесная Молния» или «Нерушимый Алмаз», назван в честь одноименной горы) — линейный крейсер японского императорского флота, головной в серии из четырёх кораблей (Всего построено 4 корабля: «Конго» (金剛), «Хиэй» (比叡), «Кирисима» (霧島), «Харуна» (榛名)).
Назван в честь горы в центральной части о. Хонсю.

## История создания
Заложен 17 января 1911 года, спущен 18 мая 1912 года, вошёл в строй в августе 1913 года.
Первый корабль серии «Конго» строился на верфях британской фирмы «Виккерс». Впервые в мире на борту дредноута установили 14-дюймовые пушки, дальность стрельбы которых ограничивалась лишь видимостью горизонта.

## История службы
После вступления в строй входил в состав Второго Императорского флота Японии. В 1929—1931 годах прошёл первую модернизацию в ходе которой было усилено горизонтальное бронирование, улучшено вооружение и установлены новые котлы. Корабль стал официально именоваться линкором. В 1936—1937 годах прошёл вторую модернизацию, включавшую замену силовой установки и оснащение 127-мм зенитными орудиями. В 1939—1940 годах принимал участие в войне с Китаем.
В начале Второй мировой войны осуществлял прикрытие японских десантных сил в Южно-Китайском море. С февраля 1942 года входил в состав Ударного авианосного соединения вице-адмирала Нагумо. 1 марта 1942 года совместно с тяжёлым крейсером «Тикума» потопил американский эсминец «Эдселл» (Edsall).
21 ноября 1944 года «Конго» торпедирован американской подводной лодкой «Sealion». В корабль попали две торпеды. Поскольку экипажу не удалось справиться с поступающей водой, через несколько часов был отдан приказ покинуть корабль. Но эвакуировать экипаж на корабли сопровождения не успели поскольку «Конго» начал стремительно крениться на борт и уходить под воду. Затем произошел взрыв погребов боезапаса главного калибра. С кораблей сопровождения увидели огромный огненный шар, и линейный крейсер исчез с поверхности моря. Погибло 1200 человек экипажа, в том числе командир 3-й дивизии линкоров и командир корабля. Эсминцы подобрали в штормовом море 237 человек и доставили их в Куре.